# Glutophrissa sabina
Glutophrissa sabina är en fjärilsart som först beskrevs av Felder 1865.  Glutophrissa sabina ingår i släktet Glutophrissa och familjen vitfjärilar. Inga underarter finns listade i Catalogue of Life.